# Eitel Frederik II van Hohenzollern-Hechingen
Eitel Frederik II van Hohenzollern-Hechingen ook bekend als Eitel Frederik V van Hohenzollern (Hechingen, januari 1601 - Issenheim, 11 juli 1661) was van 1623 tot aan zijn dood de tweede vorst van Hohenzollern-Hechingen en keizerlijk generaal in de Dertigjarige Oorlog. Hij behoorde tot het huis Hohenzollern.

## Levensloop
Eitel Frederik was de oudste zoon van vorst Johan George van Hohenzollern-Hechingen en Francisca van Salm, dochter van graaf Herman I, wild- en Rijngraaf in Neufville. Zijn vader legde de nadruk op een goede opleiding en stuurde hem naar de Universiteit van Wenen en de Universiteit van Ingolstadt. Ook ondernam hij opleidingsreizen naar Frankrijk en Italië.
In 1623 volgde Eitel Frederik II zijn vader op als vorst van Hohenzollern-Hechingen. Ook was hij als kolonel van een infanterieregiment in dienst van keizer Ferdinand II, onder wie de Dertigjarige Oorlog begon. Eitel Frederik was bijzonder loyaal aan de Katholieke Kerk en vocht dus als generaal even trouw in dienst van de keizer. De Burg Hohenzollern, de stamresidentie van het huis Hohenzollern, was militair gezien strategisch heel belangrijk. Zijn vorstendom was omringd door protestantse buurstaten, waardoor de vesting tijdens de oorlog het middelpunt werd. Zo werd de Burg Hohenzollern door troepen uit Zweden en Württemberg belaagd en verwoest. De burcht werd in 1635 door de keizerlijke troepen heroverd, waarna het huis Habsburg tegen de jaarlijkse betaling van 5000 gulden het bezittingsrecht kreeg van deze burcht, waar deze dynastie tot in 1798 gebruik van maakte. 
Tijdens de Dertigjarige Oorlog verarmde de bevolking van Hohenzollern-Hechingen. Bovendien werd Eitel Frederik geconfronteerd met de financiële aanspraken die zijn naaste familieleden opeisten. Om betalingen te vermijden, beloofde hij zijn broers apanages die echter nauwelijks iets opbrachten. Hierdoor moest Eitel Frederik meermaals hoge leningen krijgen om financiële inspanningen te kunnen doen. In 1653 werd hij in Regensburg door het rijksvorstencollege toegelaten tot de Rijksdag.
Eitel Frederik bezweek in 1661 op 60-jarige leeftijd aan verwonding die hij in Budweis had opgelopen. Omdat hij geen mannelijke nakomelingen had, werd hij als vorst opgevolgd door zijn jongere broer Filips Christoffel Frederik.

## Huwelijk en nakomelingen
Eitel Frederik II huwde op 19 maart 1630 in Boutersem met Maria Elisabeth (1613-1671), dochter van graaf Hendrik van Bergh 's-Heerenberg en erfgename van het markiezaat Bergen op Zoom en de graafschappen 's-Heerenberg en Walhain. Ze kregen twee kinderen:
- een doodgeboren zoon (1632)
- Francisca (1642-1698), markiezin van Bergen op Zoom, huwde in 1662 met graaf Frédéric Maurice de La Tour d'Auvergne.